# Умеельвен
Умеельвен (швед. Ume älv, також  Umeälven ) — річка на півночі Швеції. Довжина річки становить 467 км, площа басейну — 26814,8 км². Бере початок від озера Еверуман у Скандинавських горах на висоті 525 м. У верхній частині течії проходить через кілька озер, далі проходить через пласкогір'я Норланд у вузькій, вкритій лісом, долині.  Нижня частина течії без озер.  Впадає у Ботнічну затоку Балтійського моря. На річці є кілька порогів і водоспадів. Основна ліва притока — Вінделельвен. Замерзає у листопаді, скресає у травні. Водопілля навесні й влітку, середня витрата води біля гирла становить 442,5 м³/с. На водоспадах зведено каскад ГЕС. На Умеельвен лежать міста Люкселе, Веннес, біля гирла лежить морський порт Умео, безпосередньо біля гирла — місто Гольмсунд.    
Річкою здійснювався сплав лісу.

## Озера
| № | Назва        | Назва швед- ською     | Площа, км² | Висота над рівнем моря, м | Середня глибина, м | Макс. глиби- на, м | Об'єм, км³ |
| - | ------------ | --------------------- | ---------- | ------------------------- | ------------------ | ------------------ | ---------- |
| 1 | Еверуман     | Överuman (Över- Uman) | 85         | 523,8                     | 20,5               | 78,8               | 1,544      |
| 2 | Еута (Еутан) | Gäuta (Gäutan)        |            |                           |                    |                    |            |
| 3 | Аяуре        | Ajaure                | 15,7       | 438,1                     | 8,9                | 18,5               | 0,043      |
| 4 | Гардікен     | Gardiken              | 56,7       | 391,1                     | 18,3               | 61,5               | 0,241      |
| 5 | Умнесшен     | Umnässjön             | 12,8       | 351                       | 43,8               | 16,7               | 0,219      |
| 6 | Стуруман     | Storuman              | 171        | 351                       | 25,6               | 135                | 4,185      |

## ГЕС
На річці Умеельвен зведено кілька ГЕС: Hällforsen Тугген, Bjurfors Övre, Bjurfors Nedre, Harsele, Пенгфорс,  Ajaure, Klippen, Grundfors, Stensele, Umluspen, Gardikfors, Bålforsen, Русфорс, Бетселе,в тому числі другу за потужністю ГЕС Швеції — "Стурнорфорс". 

## Галерея

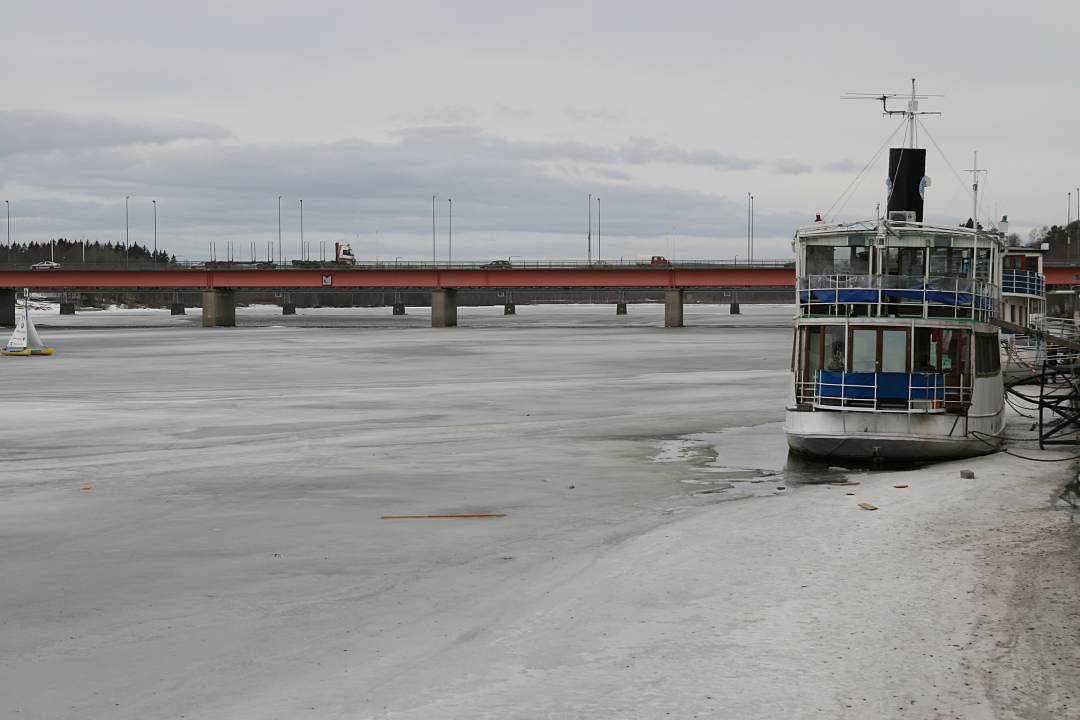
Умеельвен взимку. Місто Умео.
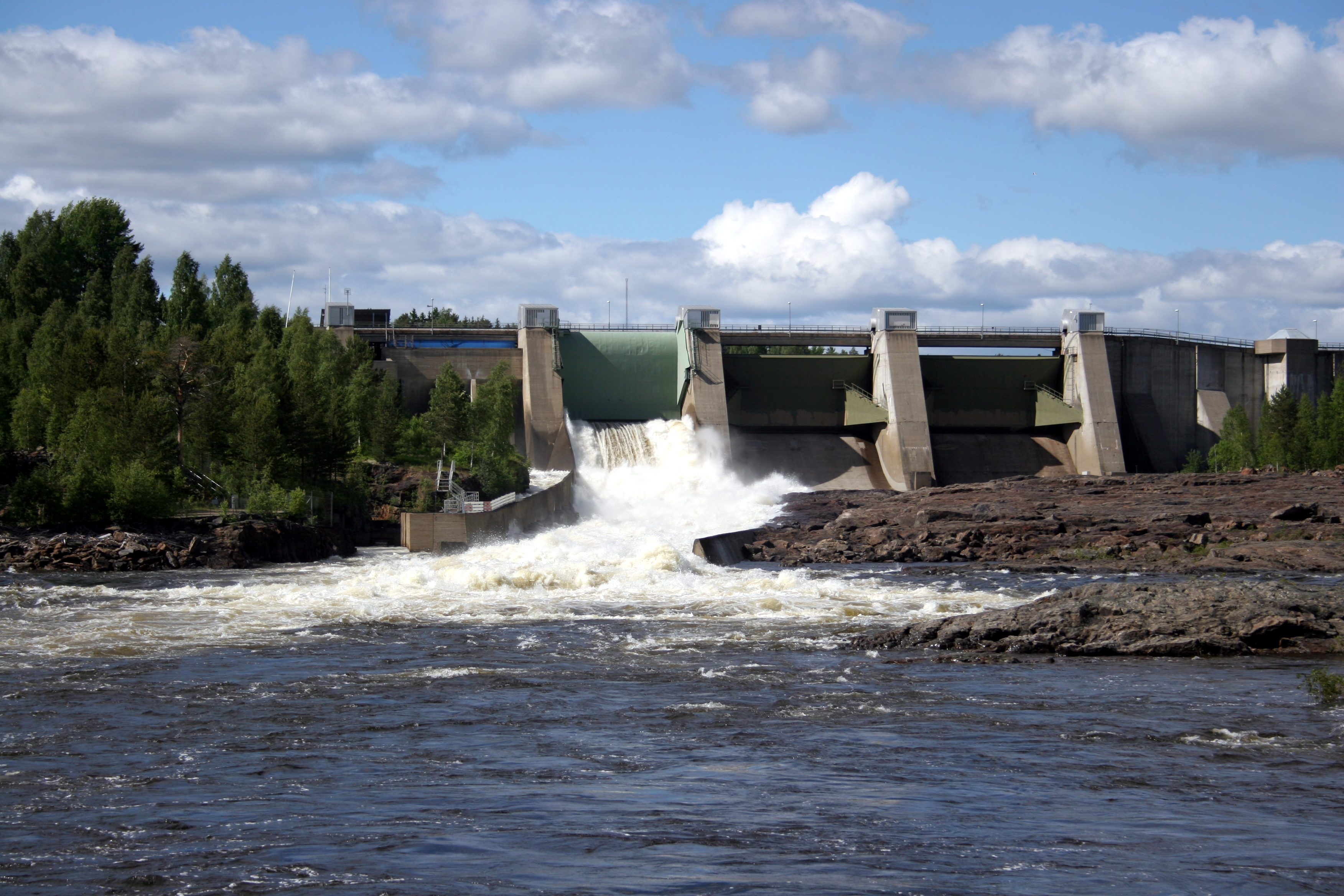
ГЕС "Стурноррфорс".